# Точка відліку (фільм, 1979)
«Точка відліку» (рос. «Точка отсчёта») — білоруський радянський художній фільм 1979 року режисера Віктора Турова.

## Сюжет
Колишній хуліган, від природи наділений прекрасними фізичними даними, став беззаперечним лідером серед призовників. Дуже скоро він домігся звання молодшого сержанта і йому довірили відділення...

## У ролях
- Микола Кочегаров
- Валерій Полєтаєв
- Василь Петренко
- Юрій Демич
- Лідія Константинова
- Петро Юрченков
- Ольга Лисенко
- Марина Карманова
- Андрій Градов
- Всеволод Платов
- Анатолій Ромашин
- Віктор Тарасов
- Олександр Шевельов
- Володимир Марьянов
- Олександр Кашперов

## Творча група
- Сценарій: Володимир Акімов, Валентин Єжов
- Режисер: Віктор Туров
- Оператор: Юрій Марухін
- Композитор: Олег Янченко